# 1974年法國總統選舉
1974年法國總統選舉在1974年5月5日和19日舉行。全国独立共和主义者联盟党候選人瓦萊里·吉斯卡爾·德斯坦以1.6%的優勢戰勝法蘭索瓦·密特朗，當選法國總統。